# 状態方程式 (制御理論)
状態方程式（じょうたいほうていしき）とは、制御工学ではシステムの入力と出力の関係を表す方程式をいう。

## 概要
制御工学における状態方程式とは、制御対象のシステム（プラントという）が入力に対してどのような応答であるかを決定する方程式のことである。制御工学では、システムの入力と出力を観測することにより入出力の関係を数式化（モデル化あるいはモデリングという）し、望ましいフィードバック制御系を設計することを目的とする。このような状態方程式に基づく解析・設計手法を総じて状態空間法と呼ぶ。

### 線形時不変システムの場合
線形時不変なシステムにおいて状態方程式は、
{\displaystyle \left\{{\begin{matrix}{\dot {x}}&=&Ax+Bu\\y&=&Cx+Du\end{matrix}}\right.}
{\displaystyle A\in R^{n\times n},B\in R^{n\times m},C\in R^{l\times n},D\in R^{l\times m},x\in R^{n},u\in R^{m},y\in R^{l}}
で表される。ここで、uがシステムへの入力、yがシステムの出力であり、xがシステムの内部状態である。

## 関連記事
- 制御理論
- 制御工学
- システム
- 状態空間法